# Sematophyllum flavidum
Sematophyllum flavidum är en bladmossart som beskrevs av Mitten 1869. Sematophyllum flavidum ingår i släktet Sematophyllum och familjen Sematophyllaceae. Inga underarter finns listade i Catalogue of Life.